# Lia Eibenschütz
Lia Eibenschütz (Wiesbaden, 19 de março de 1899 – Berlim, 9 de março de 1985) foi uma atriz alemã.

## Filmografia selecionada
- 1919: Der Tempel der Liebe
- 1919: Die Legende von der heiligen Simplicia
- 1920: Der Ochsenkrieg
- 1921: Die große und die kleine Welt
- 1921: Die Verschwörung zu Genua
- 1921: Der Leidensweg der Inge Krafft
- 1921: Pariserinnen
- 1922: Marie Antoinette - Das Leben einer Königin
- 1966: Lange Beine - lange Finger
- 1967: Der sanfte Lauf
- 1969: Der Kidnapper